# Alexander Fu Sheng
Alexander Fu Sheng (Hong Kong, 20 ottobre 1953 – Hong Kong, 7 luglio 1983) è stato un attore hongkonghese.

## Biografia
Nato da famiglia agiata, figlio di un commerciante, Fu Sheng frequenta con successo la scuola di recitazione dei più grandi e famosi studi cinematografici cinesi di Hong Kong: gli Shaw Scope.
Il più famoso regista hongkonghese dell'epoca, Chang Cheh, nota la sua espressività e la sua grande fisicità, e lo ingaggia con un contratto settennale (come era in uso negli Shaw Bros.), per il film che segna l'esordio dell'attore a soli 18 anni in un piccolo ruolo di figurante: Il Drago si scatena (Ma yong zhen, 1972), con protagonista il campione del mondo di Kung-Fu del 1969 Chen Kwan Tai. Il film uscirà in Italia nel 1974.
Il regista decide di affiancarlo ad un altro attore ancora gli inizi, Chi Kuan-Chun, cercando di replicare il successo di una coppia molto famosa all'epoca in Asia: David Chiang e Ti Lung, i principali concorrenti di Bruce Lee al box-office di Hong Kong. Il carattere ombroso e chiuso di Chi Kuan-Chun, alto e scultoreo, bilancia perfettamente l'estrosità e la vivacità di Fu Sheng, più basso ed agile: insieme recitano in più di dieci film.

### Il successo
In pochi anni Fu Sheng riscuote un ampio successo ed interpreta film rimasti nella storia del genere, come Shaolin Temple - I giganti del karaté (少林寺 Shaolin Temple, noto anche come Shaolin chamber of death in America e come Temple of Shaolin, 1976, ma giunto in Italia solo nel 1978), il miglior film giunto in Italia fra quelli che raccontano gli ultimi giorni del Tempio di Shaolin; L'inferno dei Mongoli (Ma Ko Po Lo, noto in America come The Four Assassins 1975), che narra dal punto di vista cinese gli eventi narrati da Marco Polo, impersonato dal divo americano di western e peplum italiani Richard Harrison (ma la critica di Hong Kong stronca la pellicola ad eccezione della performance di Fu Sheng); Gli scatenati campioni del karate (Fang shih yu Hu hui chien, alias Shaolin Avengers 1976), la cui particolarità è che il film è narrato in continui flashback concatenati; in esso Fu Sheng interpreta ancora una volta Fang Shiyu, un lottatore shaolino realmente esistito che morì giovanissimo e che, secondo la leggenda, era quasi invincibile alle armi bianche. Queste e numerose altre pellicole erano tutte dirette dal succitato Chang Cheh, che divenne mentore di Fu Sheng come lo era di tutti i suoi attori; ma verso Fu Sheng, il regista provava un'affezione particolare, pari, se non superiore, a quella che aveva provato anni prima verso l'altra star del filone David Chiang (Jiang Dawei).
A soli 22 anni Fu Sheng è un divo asiatico a tutti gli effetti. La sua recitazione briosa è un'anticipazione della vis comica di Jackie Chan, ma sa anche creare momenti di grande dramma e pathos, come il suo predecessore Bruce Lee. I suoi personaggi sono degli scapestrati che al momento giusto maturano e si riscattano divenendo eroi, e molto spesso questo riscatto avviene con la morte.
La sua partecipazione a Boxer Rebellion (Pa kuo lien chun, 1976) è da manuale: un giovane perdigiorno che, venuto a conoscenza dei soprusi subiti dai suoi concittadini per mano degli occidentali invasori, decide di battersi per la sua patria contro il generale tedesco a capo dei colonialisti (ancora Richard Harrison), fino a morire "in piedi" (una peculiarità dell'Eroe mutuata dall'Opera di Pechino). Fu Sheng incarna la perfetta concezione dell'eroe tipica del regista Chang Cheh, tanto da divenirne il paradigma. Esattamente come, per fare un parallelo, molti anni dopo Chow Yun Fat diverrà il paradigma della concezione eroica per John Woo.

### La prova americana
Nel 1977 il boss della Shaw Bros., Run Run Shaw, decide che i tempi sono maturi per proporre questa nuova star sul mercato americano. Esce così Il padrino di Chinatown (Tang ren jie xiao zi o Chinatown Kid), con il cambio di nome da Fu Sheng ad Alexander Fu Sheng. Nel film recita anche la cantante ed attrice taiwanese Jenny Tseng, da poco divenuta sua moglie.
Ma gli Stati Uniti non sono pronti per un nuovo eroe del Kung-Fu, l'ombra di Bruce Lee è insormontabile, ed il lancio d'oltreoceano non ha seguiti, malgrado la buona qualità del film, dove però i pochi esterni girati a San Francisco contrastano con gli interni "americani" in realtà realizzati nei set hongkonghesi. Inoltre Fu Sheng non parla inglese, come non lo parla quasi nessuno degli attori della Shaw Bros., il che relega la pellicola nei cinema periferici, giacché il pubblico USA non ama i film doppiati.
Nei successivi anni Fu Sheng partecipa senza sosta ai film della Shaw Bros., passando dal tipico genere di arti marziali al Wu xia pian, il genere cavalleresco tipicamente cinese.
Nel 1978 è talmente famoso che il prezzo del suo ingaggio come attore scoraggia il coreografo Yuen Woo-Ping, alla sua prima regia, tanto da indurlo a scegliere un attore sconosciuto e più economico: Chen Long/Sing Lung, alias Jackie Chan. Il film è Il serpente all'ombra dell'aquila (She xing diao shou), che segnerà il primo grande successo per Jackie.

### La morte
Nel 1982, durante la lavorazione del film Master of Disaster, Fu Sheng è vittima di un violento incidente automobilistico, in cui si provoca la frattura di entrambe le gambe. Con grande forza di volontà riesce a tornare in forma e ad interpretare altri due film.
La sera del 7 luglio 1983, però, Fu Sheng, suo fratello e Yung Wang Yu, un altro attore, dopo aver cenato al ristorante Clearwater Bay Golf Club, sono vittime di un altro incidente automobilistico, schiantandosi contro un pilone di cemento della tangenziale di Hong Kong su una Porsche 911. Suo fratello, alla guida, e l'altro amico rimangono solo feriti, ma Fu Sheng perde la vita all'età di 29 anni. La sua stella era in declino, nonostante la sua alacre militanza in film eterogenei, incluse le commedie romantiche, a causa del ristagno dei moduli produttivi Shaw Bros., e dell'insorgere della Kung-Fu Comedy farsesca e moderna alla Jackie Chan (proprio Chan lo omaggerà usando "Fu Sheng" come nome di copertura del suo poliziotto nel film Supercop del 1991). La sua morte è un duro colpo per il suo regista e padrino Chang Cheh, che non si riprenderà mai del tutto. Curiosamente nella stessa estate e senza alcun legame col decesso, in Italia vengono riproposti nelle sale cinematografiche tre film con lui protagonista (Gli scatenati campioni del Karate, Gli implacabili colossi del Karate e Il padrino di Chinatown).

## Filmografia parziale
- I 4 scatenati di Hong Kong (十四女英豪S, Si qi shiP), diretto da Chang Cheh (1972)
- Il drago si scatena (馬永貞S, Ma yong zhenP), diretto da Chang Cheh (1972)
- Jing cha (警察S, Ging chatP), diretto da Chang Cheh (1973)
- L'inferno dei mongoli (Ma Ko Po LoP), diretto da Chang Cheh (1975)
- Boxer Rebellion (Pa kuo lien chunP), diretto da Chang Cheh (1976)
- I giganti del karaté (少林寺S, Temple of ShaolinP), diretto da Chang Cheh (1976)
- Il magnifico campione (Choi lee bat siu jiP), diretto da Chang Cheh (1976)
- Gli scatenati campioni del karate (方世玉與胡惠乾S, Fang shih yu hu hu chienP), diretto da Chang Cheh (1976)
- Il padrino di Chinatown (唐人街功夫小子S, Tang ren jie xiao ziP), diretto da Chang Cheh (1977)
- La mano violenta del karate (射鵰英雄傳S, She diao ying xiong chuan xu jiP), diretto da Chang Cheh (1978)
- Gli implacabili colossi del karate (Long xie shi san yingP), diretto da Sun Chung (1978)

## Doppiatori italiani
- Claudio Capone in Boxer Rebellion, I giganti del karate, Il magnifico campione, Gli scatenati campioni del karate, Il padrino di Chinatown, La mano violenta del karate, Gli implacabili colossi del karate.
- Gino La Monica in L'inferno dei mongoli.